# Mare Nubium
Mare Nubium, vilket på svenska betyder Molnens hav, är ett mindre månhav på södra sidan av den del av månen som vetter mot Jorden. Detta månhav har en yta på omkring 254 000 kvadratkilometer. Det har rund form och en diameter på 750 kilometer. Dess nordgräns är inte klart definierad.

## Månhavet och dess omgivningar
I Mare Nubiums västra del ligger den framträdande kratern Bullialdus, och mindre kratrar som König, Gould och Wolf. I sydväst, avgränsat med kratrarna Camparius och Mercator ligger det mindre månhavet Palus Epidemiarum. Vid månhavets södra kant ligger den stora lavaöverflutna kratern Pitatus. I öster ligger den 110 kilometer långa, raka Rupes Recta. 

## Månsond
Den amerikanska månsonden Lunar Reconnaissance Orbiter (LRO) tog sina första bilder på månens yta sommaren 2009 i höglandet söder om Mare Nubium.